# Fereydoon Zandi
Fereydoon Zandi (en persa: فریدون زندی‎; Emden, Baja Sajonia, Alemania Occidental, 26 de abril de 1979) es un exfutbolista  y entrenador iraní. Se desempeñaba de mediocampista y militó en diversos clubes de Irán, Alemania (donde realizó la mayor parte de su carrera), Chipre y Catar. Actualmente es el segundo entrenador del Dinamo Dresde.

## Selección nacional
En sus inicios jugó en la selección sub-21 de Alemania, y posteriormente fue internacional absoluto con Irán, donde ha jugado 29 partidos internacionales y ha anotado 5 goles. Participó en la Copa del Mundo de Alemania 2006, donde su selección quedó eliminada en fase de grupos, ausentándose él ante México y jugando los dos restantes contra Portugal y Angola.

### Participaciones en Copas del Mundo
| Mundial                        | Sede     | Resultado    |
| ------------------------------ | -------- | ------------ |
| Copa Mundial de Fútbol de 2006 | Alemania | Primera fase |

### Goles internacionales
| # | Fecha                | Lugar                                                     | Oponente               | Gol | Resultado | Competició                                 |
| - | -------------------- | --------------------------------------------------------- | ---------------------- | --- | --------- | ------------------------------------------ |
| 1 | 28 de mayo de 2005   | Estadio Azadi, Teherán, Irán                              | Azerbaiyán             | 1–0 | 2–1       | Amistoso                                   |
| 2 | 15 de julio de 2007  | Estadio Bukit Jalil, Kuala Lumpur, Malasia                | China                  | 1–2 | 2–2       | Copa Asiática 2007                         |
| 3 | 7 de junio de 2008   | Estadio Khalifa bin Zayed, Al Ain, Emiratos Árabes Unidos | Emiratos Árabes Unidos | 1–0 | 1–0       | Clasificación para la Copa Mundial de 2010 |
| 4 | 31 de agosto de 2009 | Estadio Nacional de Baréin, Riffa, Baréin                 | Baréin                 | 1–2 | 2–4       | Amistoso                                   |
| 5 | 31 de agosto de 2009 | Estadio Nacional de Baréin, Riffa, Baréin                 | Baréin                 | 2–3 | 2–4       | Amistoso                                   |

## Clubes

### Como jugador
| Club               | País     | Año         |
| ------------------ | -------- | ----------- |
| SV Meppen          | Alemania | 1998 - 2000 |
| Friburgo           | Alemania | 2000 - 2002 |
| VfB Lübeck         | Alemania | 2002 - 2004 |
| Kaiserslautern     | Alemania | 2004 - 2006 |
| Koblenz            | Alemania | 2006        |
| Apollon Limassol   | Chipre   | 2007        |
| Olympiakos Nicosia | Chipre   | 2008        |
| Alki Larnaca       | Chipre   | 2008 - 2009 |
| Steel Azin         | Irán     | 2009 - 2011 |
| Esteghlal          | Irán     | 2011 - 2012 |
| Al-Ahli            | Catar    | 2012 - 2014 |

### Como entrenador
| Club                           | País     | Año             |
| ------------------------------ | -------- | --------------- |
| FC San Pauli II(2º entrenador) | Alemania | 2016 - 2020     |
| Dinamo Dresde (2º entrenador)  | Alemania | 2020 - Presente |

## Palmarés
| Título     | Club         | País | Año  |
| ---------- | ------------ | ---- | ---- |
| Copa Hazfi | Esteghlal FC | Irán | 2012 |